# Чемпіонат світу зі спортивної гімнастики 1909
4-й чемпіонат світу зі спортивної гімнастики пройшов у 1909 році в Люксембурзі.

## Медальний залік
| Місце | Країна  | Золото | Срібло | Бронза | Загалом |
| ----- | ------- | ------ | ------ | ------ | ------- |
| 1     | Франція | 5      | 2      | 1      | 8       |
| 2     | Італія  | 1      | 0      | 3      | 4       |
| 3     | Богемія | 0      | 6      | 1      | 7       |

## Призери
| Дисципліна         | Золото                                                                                    | Срібло                                                                                                | Бронза                                                                                               |
| ------------------ | ----------------------------------------------------------------------------------------- | --- | --- |
| Командна першість  | Франція Жозеф Кастільоні Огюст Кастіль Арман Куадей Луї Сегюра Жозеф Мартінес Марко Торре | Богемія Йожеф Када Франтішек Ербен Франтішек Маховскі Франтішек Мрачек Карел Старий Фердінанд Штайнер | Італія П'єтро Боргі Альберто Бралья Отелло Капітані Анджело Маццончіні Гвідо Романо Джорджо Дзампорі |
| Абсолютна першість | Марко Торре Франція                                                                       | Йозеф Чада Богемія                                                                                    | Арман Куадей Франція                                                                                 |
| Кільця             | Марко Торре Франція Джорджо Романо Італія                                                 | медаль не вручалася                                                                                   | Джорджо Дзампорі Італія Анджело Маццончіні Італія Франтішек Ербен Богемія                            |
| Паралельні бруси   | Жозеф Мартінес Франція                                                                    | Марко Торре Франція Огюст Кастіль Франція Йожеф Када Богемія                                          | медаль не вручалася                                                                                  |
| Перекладина        | Жозеф Мартінес Франція                                                                    | Франтішек Ербен Богемія К. Фукс Богемія Йожеф Када Богемія                                            | медаль не вручалася                                                                                  |

## Результати

### Командна першість
| Місце | Збірна | Сума    |
| ----- | --- | ------- |
| 1.    | Франція Жозеф Кастільоні, Огюст Кастіль, Арман Куадей, Луї Сегюра, Жозеф Мартінес, Марко Торре             | 950,500 |
| 2.    | Богемія Йожеф Када, Франтішек Ербен, Франтішек Маховскі, Франтішек Мрачек, Карел Старий, Фердінанд Штайнер | 940,500 |
| 3.    | Італія П'єтро Боргі, Альберто Бралья, Отелло Капітані, Анджело Маццончіні, Гвідо Романо, Джорджо Дзампорі  | 924,250 |

### Абсолютна першість
| Місце | Гімнаст      | Сума    |
| ----- | ------------ | ------- |
| 1.    | Марко Торре  | 163,250 |
| 2.    | Йожеф Када   | 159,500 |
| 3.    | Арман Куадей | 158,750 |

### Кільця
| Місце | Гімнаст            | Сума   |
| ----- | ------------------ | ------ |
| 1.    | Марко Торре        | 23,750 |
| 1.    | Гвідо Романо       | 23,750 |
| 3.    | Джорджо Дзампорі   | 23,250 |
| 3.    | Анджело Маццончіні | 23,250 |
| 3.    | Франтішек Ербен    | 23,250 |

### Паралельні бруси
| Місце | Гімнаст        | Сума   |
| ----- | -------------- | ------ |
| 1.    | Жозеф Мартінес | 24,000 |
| 2.    | Марко Торре    | 23,570 |
| 2.    | Огюст Кастіль  | 23,570 |
| 2.    | Йожеф Када     | 23,570 |

### Перекладина
| Місце | Гімнаст         | Сума   |
| ----- | --------------- | ------ |
| 1.    | Жозеф Мартінес  | 24,000 |
| 2.    | Франтішек Ербен | 23,750 |
| 2.    | К. Фукс         | 23,750 |
| 2.    | Йожеф Када      | 23,750 |